# Інь, і що з цим робити
«Інь, і що з цим робити» — український комедійний короткометражний художній фільм про боротьбу дівчини у поверненні до жіночності. Режисер стрічки Мирослава Хорошун.  
Слоган стрічки: «Хочеш чоловіка поруч? Стань жінкою»

## Сюжет
Інь, і що з цим робити — це родинна історія на тлі роботи у цирку. Чоловік директорки цирку захворює дивною хворобою. Тому дружина шукає причину у собі самій. 
Це фільм про сильну жінку, яка хоче знайти баланс між бажанням працювати на роботі, яка їй подобається і при тому, вона хоче бути щасливою жінкою зі своїм чоловіком. Але баланс між роботою і родиною зберегти дуже важко. 
Чоловік директорки страждає від того, що його дружина керує усім і ним також. 

## У ролях
- Наталія Лукеічева — Ліза
- Андрій Мостренко — Мітя
- Аліса Гур'єва — Ляля
- Олексій Тритенко — Костик
- Андрій Середа — доктор

## Знімальна група
- Автор сценарію — Ганна Костильова,
- Режисер–постановник — Мирослава Хорошун,
- Художник–постановник — Марія Шуб,
- Оператори–постановники — Сергій Крутько, Микола Грозний,
- Композитор — Микита Моїсеєв,
- Продюсер — Максим Сердюк.
- Художник по костюмах — Леся Донченко

## Прокат
Фільм вийшов у прокат разом з серією короткометражок «Українська нова хвиля», що стартував в 13 українських містах 11 грудня 2013 року.

## Відзнаки
Фільм «Інь, і що з цим робити» брав участь у «Short Film Corner» Каннського кінофестивалю, що відбувся 14-25 травня 2014 року.